# Мёртвый язык
Мёртвый язы́к — язык, не существующий в живом употреблении и, как правило, известный лишь по письменным памятникам, или находящийся в искусственном регламентированном употреблении. Обычно такое происходит, когда один язык полностью заменяется в употреблении другим языком (т. н. «языковой сдвиг»), как, например, коптский язык был заменён арабским, а множество исконных американских языков было вытеснено английским, французским, испанским и португальским языками. При вымирании языка на последних этапах своего существования он становится характерным только для определённых возрастных (и социальных) групп. Мёртвыми языками часто называют архаичные формы живых, активно употребляемых языков.
В некоторых случаях мёртвые языки, перестав служить средством живого общения, сохраняются в письменной форме и используются для нужд науки, культуры, религии. Примерами такого развития являются:
- древнегреческий язык (с конца 2 тысячелетия до н. э. до V века н. э.) — развившийся в современные новогреческие языки и диалекты;
- латинский язык (с VI в. до н. э. по VI в. н. э.)[4] — мёртвый язык[5][2][6], который является предком современных романских языков (хотя и по сей день используется наукой и католической церковью);
- церковнославянский язык, македонские, моравские диалекты древнеславянского языка, использующийся сейчас только в отдельной (специфической) церковной книжно-письменной сфере, в гимнографии и ежедневном богослужении в славянских православных церквях. Разговорным языком он никогда не являлся[7];
- древнерусский язык (письменные памятники XI—XIV в.) — мёртвый язык[8][9][10][11], развившийся в современные восточнославянские языки;
- прусский язык (с XVII до начала XVIII в.) — вымерший язык пруссов, один из балтийских языков (западно-балтийская группа);
- санскрит[12][13];
- коптский язык;
- авестийский язык и другие.

Есть пример, когда мёртвый язык вновь стал живым — так произошло с ивритом, корнским и мэнским языками.
Чаще всего литературный язык отрывается от разговорного и застывает в каком-то своём классическом облике, далее почти не изменяясь; когда же разговорный язык вырабатывает новую литературную форму, старую можно считать превратившейся в мёртвый язык.

## В мире
Около 2 500 языков находятся под угрозой исчезновения в соответствии с данными изданного в 2010 году документа «Атлас языков мира, находящихся под угрозой исчезновения» организации ЮНЕСКО, и на некоторых из них говорят только 30 человек.
В 2010 году появились сообщения о смерти 85-летней Боа Старшей, жившей на Андаманских островах в Индийском океане и последние 40 лет остававшейся единственной носительницей языка бо. Его лингвисты называли одним из самых древних в мире: язык существовал более 65 тысяч лет, и со смертью Боа Старшей стал достоянием только учёных. Бо — не первый и, как говорят лингвисты, далеко не последний язык, который вскоре умрёт. В среднем, по оценкам учёных, в год человечество теряет около 25 языков. Всего из около 7 тысяч языков, на которых говорят в мире, может исчезнуть половина.

### Европа
По меньшей мере 640 европейских языков находятся под угрозой полного исчезновения: в одной только России их почти 100. Об этом свидетельствует «Атлас редких языков», составленный ЮНЕСКО. «Евроньюс» составил интерактивную карту европейских языков под угрозой исчезновения. Россия и Италия — две европейские страны с самым большим языковым многообразием. Возможно, именно поэтому, согласно статистике ЮНЕСКО, в этих двух странах больше всего языков под угрозой исчезновения: 98 в России и 25 в Италии. Согласно проведённым исследованиям, региональные языки начинают исчезать из употребления, когда всё меньше представителей молодёжи имеют возможность общаться на них. Такая ситуация сложилась, к примеру, на острове Сардиния, где почти полностью исчезли 4 местных языка (сардинский, галлурийский, сассарский и альгерский диалект каталанского). Как выяснилось, молодое поколение употребляет эти языки лишь с поколением бабушек и дедушек, и только около трети родителей говорит со своими детьми на местных языках и диалектах. В мёртвые языки «Всемирный атлас» ЮНЕСКО включает 228 языков, на которых больше не говорит ни один человек. В Европе тоже немало таких вымерших языков, в том числе — 13 на территории Российской Федерации (см. ниже)

### Ливский язык
Ливский язык относится к группе финно-угорских языков. Его носители — ливы — проживали на территории нынешних Латвии и Эстонии как минимум с XI века н. э., о чём свидетельствуют летописи, но уже после XII века они стали ассимилироваться с балтийским народами, в итоге чего со временем сложился латышский народ. Так же постепенно растворялся и ливский язык. Ко второму десятилетию XXI века ливов насчитывалось от полутора до двух сотен, а людей, способных изъясняться на ливском языке, и того меньше — порядка 10 человек. Все прочие носители перешли в основном на латышский. 2 июня 2013 года в возрасте 103 лет в Канаде умерла Гризельда Кристинь — последний человек на Земле, для кого ливский язык был родным. После включения Латвии в состав СССР она эмигрировала сначала в Швецию, а оттуда — в Северную Америку. Она занималась литературной деятельностью и участвовала в усилиях лингвистов по сохранению и изучению ливского языка. Сегодня его изучают в вузах стран Балтии, а общее число людей, знающих ливский хотя бы на каком-то уровне, находится, вероятно, в пределах двух сотен человек, но ни для кого из них он больше не является первым.

### СССР, Россия

#### СССР
Большинство малых языков в Советском Союзе оказалось в уязвимом положении. В 1920–1960-е годы на Дальнем Востоке, в Сибири и на Русском Севере детей часто забирали в школы-интернаты, где учащимся настоятельно рекомендовали сменить язык или даже запрещали говорить на родном языке. Использование малого языка как основного стигматизировалось, было показателем отсталости и неразвитости. Если родители владели двумя языками, они старались научить русскому и малыша. Считалось, что если ребенок сразу обучится «большому» языку, то и жизнь его будет лучше, успешнее, богаче.

#### Россия
В Российской Федерации издаётся энциклопедический словарь-справочник «Красная книга языков народов России», соответствующая Красной книге ЮНЕСКО по исчезающим языкам, которая включает сведения о 66 языках малочисленных народов и перспективах их существования и развития.
В возрасте 93 лет умерла Вера Терентьевна Тимошенко, последний носитель беринговского диалекта алеутского языка. Носители других диалектов алеутского языка проживают по другую сторону Берингова пролива, в США, но, как указывают учёные, их диалекты сильно отличается от беринговского, да и осталось их 100—150 человек.
Как сообщает Минобрнауки РФ со ссылкой на статистику Стратегии государственной национальной политики РФ на период до 2025 года и официальные данные Института языкознания РАН, народы, проживающие на территории России, используют приблизительно 277 языков (по другим данным — 295) и диалектов. Число используемых языков больше, чем число народов. Это связано с тем, что у некоторых народов есть по два официально признанных языка. К таким народам относятся марийцы (луговые и горные), мордва (эрзя и мокша), алтайцы. Фактически это родственные народы, объединённые в один. Некоторые народы имеют общий язык, как например карачаевцы и балкарцы, кабардинцы и черкесы. Без учёта Дагестана в России используют около 56-57 языков коренных народов, а с учётом 24 языков Дагестана это количество увеличивается примерно до 80. Есть ещё ряд северных народов, основная часть которых живёт в сопредельных странах. Это саамы, алеуты, эскимосы, количество языков которых спорно из-за разногласий в признании языком или диалектом. Причём лишь три-четыре из них имеют более 100 носителей, и они частично включены в число коренных. Согласно информации Минобрнауки РФ, на 11 языках говорят от 100 до 300 человек, на 12 могут говорить менее 100 человек. ЮНЕСКО создало «Атлас языков мира, находящихся под угрозой исчезновения» (2010), где отмечено, что около 2,5 тыс. языков находятся под угрозой исчезновения. В атласе есть данные и о 139 языках России, из которых 19 — уязвимые, 40 — под угрозой исчезновения (17 — бесписьменные), 28 — серьёзная угроза исчезновения (четыре — бесписьменные), 27 — на грани исчезновения (десять — бесписьменные), 14 — вымершие (пять — бесписьменные).
По данным Института языкознания РАН, с начала XX века на территории России вымерли или «заснули» 15 языков, в том числе алеутский. Его последняя носительница в России умерла в 2021 году. В то же время этот язык знают несколько старейших жителей штата Аляска в США. Лингвисты РАН выделяют алеутско-медновский язык, который они пока относят к живым в России. В 2022 году в стране оставалась только одна носительница этого языка. По данным последней Всероссийской переписи населения, которая проводилась в 2021 году, в России насчитывается 155 живых языков. При этом некоторые респонденты заявили, что владеют пятью языками, которые считаются исчезнувшими, и одним «заснувшим» языком. Среди названных в процессе переписи исчезнувших языков — алеутский, керекский, айнский, сиреникский и югский. Около 170 опрошенных ответили, что владеют айнским языком, четыре — керекским, двое — сиреникским, семеро — югским. По данным лингвистов, айнский (точнее курильско-айнский) язык исчез в начале XX века, а некоторые потомки айнов, переселившиеся на Камчатку, указывают его в качестве родного языка, хотя не говорят на нём уже несколько поколений. Керекский язык был распространён на Чукотке, но исчез в период между 1991 и 2005 годом. Среди упомянувших «заснувшие» языки 43 человека заявили, что владеют орочским языком. Он относится к тунгусо-маньчжурским языкам, и его последний активный носитель умер в 2008 году. Лингвисты допускают, что некоторые люди могут не говорить на этом языке, но пассивно его понимать. Специалисты Института языкознания РАН отметили, что «заснувшими» и исчезнувшими языками никто полноценно не владеет. К исчезнувшим относят языки, на которых никто уже не говорит. По мнению авторов, участники переписи указывают такие языки в качестве родного или языка владения из-за того, что это язык их национальности. «Заснувшими» считаются языки, носители которых помнят отдельные слова или песню (как в случае с орочским языком), или люди, частично выучившие такие языки во взрослом возрасте.
В число вымерших языков России входят следующие:
- айнский (курильский диалект),
- бабинский саамский (Мурманская область, село Ловозеро),
- арманский (Магаданская область, посёлки Ола и Армань Ольского района),
- камасинский (Красноярский край, дер. Абалаково),
- язык хакасов-камасинцев (Красноярский край),
- маторский (южная часть Красноярского края)
- керекский (побережье Берингова моря),
- язык сиреникских эскимосов (Чукотский автономный округ, село Сиреники),
- язык инуитов полуострова Сьюард (остров Большой Диомид),
- южно-хантыйский (бассейн реки Иртыш),
- южно-мансийский (Южный Урал),
- сойотский (Бурятия),
- убыхский (Краснодарский край),
- западно-мансийский,
- коттский (юго-восток Красноярского края, запад Иркутской области)
- ассанский (Красноярский край)
- аринский (Красноярский край)
- пумпокольский (Красноярский край)

### Центральная Азия
Сразу 15 редких языков Центральной Азии находятся под угрозой исчезновения — об этом говорится в «Атласе языков мира, находящихся под угрозой исчезновения». Больше всего исчезающих языков приходится на Таджикистан, точнее на Горно-бадахшанскую автономную область республики. В обновлённой версии «Атласа языков мира, находящихся под угрозой исчезновения», которую подготовила ЮНЕСКО, отмечается, что около трети языков мира находятся под угрозой исчезновения, в ближайшее время могут навсегда исчезнуть из свободного обихода 2,5 тысячи языков из 6,9 тысяч существующих.

### Южная Америка
16 февраля 2022 года в чилийском городе Пунта-Аренас в возрасте 93 лет умерла Кристина Кальдерон Абран. Она была последним чистокровным представителем индейской народности яга́на, аборигенов Огненной Земли. Вместе с ней умер язык я́мана, на котором говорили яганы.

### Тайвань
Из как минимум 26 языков коренного населения Тайваня уже исчезли не менее десятка. Один из них, пазехский, умер вместе с последним носителем, 96-летней Пань Цзиньюй, 24 октября 2010 года. С середины 1990-х тайваньское правительство предпринимает усилия по сохранению культуры и языков коренных народов острова. В частности, та же Пань Цзиньюй вела курсы и обучила пазехскому около 200 студентов в своём родном городе Пули в центральной части Тайваня.

### Полуостров Индостан
По мере того, как колониальное прошлое растворяется в национальных культурах, уходят в небытие и многие креольские языки. Именно это случилось, например, с кочинским индо-португальским креольским языком, на котором говорили на протяжении более чем четырёх веков жители индийского города Кочин, принявшие от португальских миссионеров католичество после основания в 1500 году там первой европейской колонии в Индии (юридически португальской она оставалась до 1663 года). Язык не только вскоре стал родным для местного христианизированного населения, но и первым в ряду такого рода контактных языков в Азии. Уже в XIX веке число его носителей стало снижаться, так как более распространённым стал английский. Последний носитель кочинского индо-португальского креольского Уильям Розарио умер в возрасте 87 лет в августе 2010 года.

## Восстановление языка из мёртвого статуса
Ко II веку н. э. иврит, также известный как древнееврейский, на котором написан Ветхий Завет и который служил средством общения в Древнем Израиле, постепенно ушёл из повседневной жизни, уступив место арамейскому и оставшись лишь языком богослужений и религиозных текстов. К XIX веку иврит изучался и использовался исключительно как книжный язык, не будучи ни для кого родным. В конце XIX века и далее c расцветом сионизма и по мере переселения евреев в Палестину роль иврита как языка общения выходцев из разных стран, собравшихся в одном месте, чтобы построить новое государство стала расти. Этому способствовала, помимо прочего, деятельность Элиэзера Бен-Йехуды, эмигранта из Российской империи, посвятившего бо́льшую часть жизни восстановлению иврита до статуса языка повседневного общения. Его сын, Бен-Цион, родившийся в 1882 году, стал первым человеком, для кого, спустя 18 веков после фактической смерти, иврит стал родным. Всё благодаря особому воспитанию и среде: Элиэзер Бен-Йехуда запретил использование в доме любого языка, кроме иврита, и даже не давал матери Бен-Циона, своей второй жене, петь сыну колыбельные на родном для неё русском (оба родителя были родом из Российской Империи, с территории нынешний Беларуси). В 1922 году Бен-Йехуда добился, чтобы в Подмандатной Палестине, государственном образовании под британским владычеством, существовавшем с 1922 по 1948 год на Ближнем Востоке, иврит, наряду с арабским и английским, был признан официальным языком. Государство Израиль и вовсе стало проводить жёсткую языковую политику, направленную на вытеснение всех других еврейских языков и замену их ивритом. Успехи были столь велики, что в 1990-х Кнессету, израильскому парламенту, пришлось принимать закон, направленный на защиту и сохранение идиша и идишской культуры. Пример иврита вдохновляет энтузиастов возрождения других древних языков. Так, сегодня происходит, правда, в куда более мягкой и совершенно добровольной форме, возрождение корнского — кельтского языка, на котором разговаривали в Корнуолле, графстве на юго-западе Англии. Последние его носители умерли, по разным данным, то ли в конце XVII, то ли в начале XX века. Сегодня интерес к нему растёт, и количество людей, уверенно говорящих на корнском, уже измеряется сотнями, а в некоторых семьях он даже является первым языком.